# Danijel Rozoljo
Danijel Rozoljo (hebrejsky דניאל רוזוליו‎, 6. května 1927 – 14. října 2005) byl izraelský učitel, politik a poslanec Knesetu za stranu Ma'arach.

## Biografie
Narodil se v Tel Avivu, kde vystudoval gymnázium Šalva. V roce 1945 se zapojil do židovských jednotek Palmach. V roce 1947 se přidal ke kibucu Bejt ha-Arava. Během války za nezávislost sloužil v izraelské armádě v prostoru Sodomy. Po vyklizení kibucu Bejt ha-Arava, který byl dobyt arabskými silami, se přestěhoval na sever státu a patřil mezi zakladatele kibucu Kabri, kde pak bydlel po zbytek života. Absolvoval učitelský seminář a získal magisterský titul z politologie na Telavivské univerzitě (roku 1998 tam získal i doktorát). Pracoval jako učitel. V letech 1952–1957 učil na škole v Kabri, v letech 1962–1965 na místní střední škole.

## Politická dráha
V letech 1946–1947 byl tajemníkem hnutí Machanot ha-olim. V letech 1958–1961 pracoval jako koordinátor mládežnické sekce hnutí ha-Kibuc ha-me'uchad. V letech 1965–1966 byl tajemníkem kibucu Kabri. V letech 1967–1969 působil coby asistent ministra Jisra'ele Galiliho. Pracoval pak v roce 1969 v úřadu premiéra, kde měl na starosti informační služby. V letech 1972–1976 zastával post tajemníka hnutí ha-Kibuc ha-me'uchad.
V izraelském parlamentu zasedl po volbách v roce 1977, do nichž šel za Ma'arach. Byl členem výboru pro vzdělávání a kulturu, výboru pro zahraniční záležitosti a obranu a výboru finančního. Předsedal společnému výboru pro vzdělávání v izraelské armádě. Opětovně byl zvolen ve volbách v roce 1981. Byl znovu předsedou společného výboru pro vzdělávání v izraelské armádě. Předsedal rovněž podvýboru pro libanonské záležitosti. Jako člen usedl do výboru pro zahraniční záležitosti a obranu. Mandát ale složil v průběhu funkčního období, v květnu 1983. V Knesetu ho nahradil Chajim Ramon. V letech 1983–1986 byl předsedou správní rady stavební firmy Solel Bone a tajemníkem podniku Chevrat Ovdim.